# 畔柳信雄
畔柳 信雄（くろやなぎ のぶお、1941年12月18日 - ）は、日本の銀行家、三菱UFJ銀行特別顧問。元サッカー選手。三菱UFJフィナンシャル・グループ社長、池田泉州ホールディングス取締役などを歴任した。東京大学経済学部卒。

## 人物
東京都文京区出身。中学時代よりサッカーを始め、東京教育大学附属高校（現：筑波大学附属高校）時代 は国民体育大会でベスト4の成績を残した。東京大学経済学部時代はア式蹴球部に所属した。
1965年に東大を卒業して、三菱銀行に入行。入行後は同行サッカー部に所属して35歳まで現役であった。なお、同期に元三菱商事副社長の有若、帝京大学経済学部教授の荒井らがいた。
東京三菱銀行ではシステム統合担当取締役だったこともあって、ITに強いと云われ、マサチューセッツ工科大学 (MIT) 留学時は邦人との交流を断ち、米国人らとの人脈を築いたとされる。座右の銘は「現場百回」。
2006年（平成18年）には三菱東京UFJ銀行初代頭取に就任。その後会長を経て、2012年（平成24年）同行の相談役に退いた。
畔柳はサッカー出身であるが他のスポーツにも造詣があり、自身は「力道山の現役中から試合をフォローしている」と語るプロレスファンでもある。

## 秋篠宮家との縁
生涯において偶然にも秋篠宮家とはいくつかの点で縁が重なっている。
2011年5月に秋篠宮文仁親王が名誉総裁を務められていた（当時）
公益財団法人日本テニス協会の会長に就任した。このほか秋篠宮家との縁としては、奇しくも文仁親王の女婿の小室圭は三菱東京UFJ銀行(現:三菱UFJ銀行)に就職しており、また同行の在米系列銀行MUFGユニオンバンク(MUFG Union Bank Project Finance Group)は小室が退社後進学したフォーダム大学ロースクールの支援企業である。そして悠仁親王は、畔柳の母校の筑波大付属高校に進学している。

## 略歴
- 1965年 - 東京大学経済学部卒業、三菱銀行入行、日本橋支店配属。
- 1969年-1980年 調査部、通産省出向（二年間）、五反田支店、経理部、人事部[11]
- 1980年 - マサチューセッツ工科大学留学
- 1983年 - 営業本部営業第二部第五課長
- 1984年 - 営業本部営業第二部第一課長
- 1985年 - 事務本部システム部部長代理
- 1987年 - 事務本部システム部副部長
- 1988年 - 事務本部システム部長
- 1991年 - 京橋支店長
- 1992年 - 取締役人事部長
- 1994年 - 取締役業務統括部長
- 1996年 - 東京三菱銀行常務取締役業務企画部長
- 2000年 - 常務取締役 米州本部長(ニューヨーク駐在)
- 2002年 - （帰国）副頭取[12]
- 2003年 - 三菱東京フィナンシャル・グループ取締役兼任
- 2004年 - 東京三菱銀行頭取、三菱東京フィナンシャル・グループ社長兼任
- 2005年 - 三菱UFJフィナンシャル・グループ社長
- 2006年 - 三菱東京UFJ銀行頭取、全国銀行協会会長[13]
- 2008年 - 同代表取締役会長
- 2009年 - 三菱重工業株式会社監査役、本田技研工業株式会社取締役、池田泉州ホールディングス社外取締役、株式会社三菱総合研究所取締役
- 2010年 - 株式会社三菱UFJフィナンシャル・グループ取締役、株式会社池田泉州銀行社外取締役、三菱UFJフィナンシャル・グループ取締役退任
- 2011年 - 日本テニス協会会長[14]、東京海上日動火災保険株式会社取締役
- 2012年 - 株式会社三菱東京UFJ銀行取締役相談役[5]
- 2014年 - 同行特別顧問
- 2018年 - 株式会社三菱UFJ銀行特別顧問（現在に至る）
- 2021年 - 公益財団法人東洋文庫理事長[15]。旭日大綬章を受章[16][17]。